# 제로 아워 (드라마)
《제로 아워》(영어: Zero Hour)는 ABC에서 2013년에 방영된 드라마이다.